# برن بویرن
برن بویرن (به آلمانی: Bernbeuren) یک شهر در آلمان است که در بایرن واقع شده‌است.

## خصوصیات
برن بویرن ۴۱٫۶۹ کیلومترمربع مساحت دارد ۷۷۳ متر بالاتر از سطح دریا واقع شده‌است.